# Єгіндибулацький сільський округ (Мугалжарський район)
Єгіндибула́цький сільський округ (каз. Егіндібұлақ ауылдық округі, рос. Егиндыбулакский сельский округ) — адміністративна одиниця у складі Мугалжарського району Актюбінської області Казахстану. Адміністративний центр — село Булакти.
Населення — 418 осіб (2021; 765 у 2009, 1404 у 1999, 2051 у 1989).
Станом на 1989 рік існувала Єгіндибулацька сільська рада (села Билкилдак, Борло, Родники, Шевченко) Мугоджарського району.

## Склад
До складу округу входять такі населені пункти:
| Населений пункт | Колишні назви | Населення, осіб (1989) | Населення, осіб (1999) | Населення, осіб (2009) | Населення, осіб (2021) |
| --------------- | ------------- | ---------------------- | ---------------------- | ---------------------- | ---------------------- |
| Билкилдак, село | -             | 125                    | -                      | -                      | -                      |
| Борло, село     | -             | 355                    | -                      | -                      | -                      |
| Булакти, село   | Родники       | 1270                   | 1199                   | 678                    | 390                    |
| Міяликоль, село | Шевченко      | 301                    | 205                    | 87                     | 28                     |